# 德州電鋸殺人狂2022
《德州電鋸殺人狂2022》（英語：Texas Chainsaw Massacre）是一部2022年美國砍殺電影，1974年電影《德州電鋸殺人狂》的直接續集，以及《德州電鋸殺人狂》系列電影的第九部作品。講述殺人魔「皮面人」在隱身了近50年後，回歸恐嚇一群理想主義的年輕人，這群人無意間擾亂了他在德克薩斯州一座偏遠小鎮精心保護的世界。電影由大衛·布魯·賈西亞（David Blue Garcia）執導，克里斯·湯瑪斯·狄夫林編劇，主演陣容包括莎拉·亞金（Sarah Yarkin）、艾希·費雪、馬克·伯哈（Mark Burnham）、雅各布·拉蒂摩爾、莫·鄧福德、奧爾文·弗勒、艾丽丝·克里奇、潔西卡·艾倫（Jessica Allain）以及妮爾·哈德森。
在2017年電影《德州電鋸殺人狂前傳：皮面人》上映後，獅門影業計劃再製作五部電影。然而，由於拖延而失去了版權。传奇影业接手《德州電鋸殺人狂》版權，費德·阿瓦雷茲、羅多·薩亞格斯、金·漢高爾、伊恩·漢高爾（Ian Henkel）與帕特·卡西迪共同參與製作。搭檔導演萊恩和安迪·托希爾最初簽約擔任導演，但由於創作理念不符而被賈西亞取代。2020年8月在保加利亞進行拍攝。
《德州電鋸殺人狂2022》2022年2月18日上線Netflix。本片受到評論家的普遍負面評價，批評其故事寫得不好、角色塑造單薄、情節漏洞、未能尊重1974年原版電影，對比2018年的《月光光新慌慌》相形失色。然而，也有人也稱讚表演（尤其是弗勒）、拍攝手法及殺戮橋段。

## 劇情
在1973年的皮面人大屠殺近50年後，年輕的企業家梅樂蒂和丹堤、梅樂蒂的妹妹萊拉以及丹堤的女友露絲前往德克薩斯州廢棄的哈洛（Harlow）鎮，打算拍賣舊房產，改造成時尚、高檔化的地區。在檢查一間破舊的孤兒院時，一行人發現此處被一位名叫吉妮的老婦人佔據。當她聲稱握有該房子的產權時，丹堤與對方發生爭執並打算報警驅逐婦人。但吉妮因心臟病發而昏迷，使露絲與一位沉默的大個子在警方陪同下送往醫院；大個子據悉是吉妮照顧的最後一名「孩子」，沉默寡言且無法融入社會。
投資人凱瑟琳和一群潛在買家乘坐一輛大巴來到哈洛，使梅樂蒂和丹堤得先接待他們。與此同時，萊拉與當地的技工瑞特成為朋友，並透露她是學校槍擊事件的倖存者，而對槍枝感到恐懼。吉妮在去醫院的路上死去；導致大個子發狂殺了車上的警長和副警長，車輛撞毀。露絲醒來後目睹大個子割下吉妮的臉當成面具戴上，揭露他就是皮面人。難逃魔爪的露絲在死前用無線電發出求救訊號，皮面人隨後返回哈洛。
在一次房產拍賣中，梅樂蒂從露絲的訊息得知吉妮已死，準備和萊拉一起離開。瑞特無意中聽到他們談論吉妮的死並沒收了他們的車鑰匙，除非丹堤等人能交付證據去證明他們可以合法將吉妮從家中驅逐。梅樂蒂與丹堤回到孤兒院尋找產權文件。與此同時，皮面人大屠殺唯一的倖存者、現在成為資深德州騎警的莎莉·哈狄絲蒂得知露絲的訊號並前往車禍現場調查。梅樂蒂在孤兒院中找到了文件，意識到吉妮無辜地被驅逐。皮面人來到孤兒院並重創丹堤的臉和頸部，後回到臥室從牆中取出電鋸。梅樂蒂這時嚇得躲了起來。
夜幕降臨時，一場暴風雨襲擊了哈洛，凱瑟琳和萊拉在巴士與買家們一起躲雨。還剩一口氣的丹堤跌跌撞撞地走出孤兒院，並被凱瑟琳和瑞特發現，但最後仍失血過多而死。瑞特之後進入孤兒院也因皮面人的襲擊而身亡。梅樂蒂從瑞特身上取回車鑰匙，然後逃離了房子，與萊拉重聚並返回巴士。正當巴士開走時，皮面人追上前來，開始屠殺包括凱瑟琳在內的所有乘客。梅樂蒂和萊拉逃脫了屠殺，遇到了莎莉；莎莉把她們鎖在車裡，然後進入孤兒院，最終與皮面人正面對質。她用槍指著他，要求對方想起害死自己朋友們的事情，但皮面人卻保持沉默。皮面人隨後繼續車裡的梅樂蒂和萊拉，莎莉追上來開槍阻止並給出自己車鑰匙讓姊妹倆逃走。
皮面人伏擊並致命地重創莎莉。梅樂蒂開車撞上皮面人，但車子因失控而撞上了附近的一棟建築物；梅樂蒂腳部被困住而要求萊拉逃走，並在皮面人接近時，為她們對吉妮的所作所為道歉。萊拉嘗試用槍攻擊皮面人，但槍沒有子彈；還剩一口氣的莎莉朝皮面人開槍，讓對方撤退。臨死前，她鼓勵萊拉不要逃跑，否則將永遠被皮面人的陰影所擾。萊拉撿起莎莉的霰彈槍進入一座廢棄的建築，但卻遭到皮面人的偷襲，直到梅樂蒂前來阻止。萊拉朝皮面人開了幾槍，接著梅樂蒂撿起電鋸將對方打進水池中，皮面人沉到了水底。
隔天早晨，萊拉找到了莎莉的帽子，並在早上開車前戴上。醒存的姊妹倆準備利用自動駕駛返家時，皮面人卻突然現身，將梅樂蒂拖出車外並斬首；萊拉在被自動駕駛帶走的同時，為姊姊的死而驚恐，皮面人舉著電鋸和梅樂蒂的腦袋在街上揮舞著...
在片尾片段，皮面人正前往最早發生大屠殺的房子。

## 演員
- 莎拉·亞金（Sarah Yarkin）飾演梅樂蒂（Melody）[4]
- 艾希·費雪飾演萊拉（Lila）
- 馬克·伯哈（Mark Burnham）飾演「皮面人（英语：Leatherface）」
- 雅各布·拉蒂摩爾（英语：Jacob Latimore）飾演丹堤·史派威（Dante Spivey）
- 莫·鄧福德（英语：Moe Dunford）飾演瑞特（Richter）
- 歐文·弗勒（英语：Olwen Fouéré）飾演莎莉·哈狄絲蒂（英语：Sally Hardesty）
- 艾丽丝·克里奇飾演維吉妮亞·「吉妮」·麥康伯（Virginia "Ginny" McCumber）
- 潔西卡·艾倫（Jessica Allain）飾演露絲（Ruth）
- 妮爾·哈德森（英语：Nell Hudson）飾演露絲（Ruth）
- 威廉·赫波（英语：William Hope (actor)）飾演海瑟威警長（Sheriff Hathaway）
- 喬里昂·科伊（英语：Jolyon Coy）飾演副警長
- 潔西卡·艾倫（Jessica Allain）飾演凱瑟琳（Catherine）
- 山姆·道格拉斯（英语：Sam Douglas）飾演賀伯（Herb）

原版電影、2003年重啟以及2006年重啟前傳的旁白約翰·拉羅克特回歸擔任該職。

## 製作

### 開發
最初在《德州電鋸殺人狂前傳：皮面人》的開發過程中，製片人擁有其電影版權並打算再製作五部德州電鋸殺人狂電影。2015年4月，製片人克莉絲塔·坎貝兒表示，續集的命運將在很大的程度上取決於對《皮面人》的經費與好評。
到2017年2月，獅門影業和千禧影業已經失去了電影版權，原因是發行《皮面人》需要花費大量時間。
2018年8月，據報導，傳奇影業已進入初步談判階段，以購買德州電鋸殺人狂的電影版權，工作室打算分期付款並改編成電視劇和電影。次年，費德·阿瓦雷茲簽約成為該項目的製片人，2019年11月，克里斯·湯瑪斯·狄夫林加盟製作擔任編劇。2020年2月，萊恩·托希爾（Ryan Tohill）和安迪·托希爾（Andy Tohill）聘請為本電影的導演，安格斯·米歇爾（Angus Mitchell）在與《古寶2018》合作後簽約擔任電影攝影師。同年5月，宣布這部電影將作為原版電影的續集，並以60歲的「皮面人」為主角，這與布倫屋製片公司在《月光光心慌慌系列電影》中採用的方法非常相似。2022年2月，阿瓦雷茲澄清說，原版電影的劇情事件將於本電影延續。

### 選角
2020年10月，宣布艾希·費雪與莎拉·亞金、莫·鄧福德、艾丽丝·克里奇、雅各布·拉蒂摩爾、妮爾·哈德森、潔西卡·艾倫、山姆·道格拉斯、威廉·赫波和喬里昂·科伊一起出演這部電影。
2021年3月，據透露，馬克·伯哈被選為「皮臉」，取代已故的岡納·韓森，而歐文·弗勒則被選為莎莉·哈狄絲蒂，取代已故的瑪莉蓮·柏恩絲。

### 拍攝
主要拍攝於2020年8月17日在保加利亞進行。然而，工作室對於拍攝的內容不甚滿意之後，解雇了萊恩和安迪·托希爾倆兄弟。大衛·布魯·賈西亞被聘請接替他們擔任導演，而托希爾兄弟所拍攝的鏡頭畫面並不會被使用，賈西亞將重新開始製作。賈西亞說，要讓保加利亞看起來像是德克薩斯州是一個挑戰，但他們傾向於認為它看起來更像是接近戴維斯山脈的西德克薩斯州。賈西亞稱讚製作設計師邁克爾·佩理和佈景師亞森·巴茲洛夫和喬伊·奧斯特蘭建造了德克薩斯小鎮的良好複製品，即使沒有足夠的有刺鐵絲網來完全模仿德克薩斯州。

## 發行
2020年10月，據悉本片將於2021年院線上映。然而，2021年8月，據報導，改成串流媒體Netflix獨家發行。2021年10月，阿瓦雷茲在網上透露本片有望2022年初上線。2021年12月3日宣布，上線日期為2022年2月18日。

## 續集的可能性
電影上映後，導演布魯·賈西亞對傳奇影業表示有興趣繼續製作電影續集。

## 外部連結
- 在Netflix上觀看《德州電鋸殺人狂2022》
- 互联网电影数据库（IMDb）上《德州電鋸殺人狂2022》的资料（英文）

Template:Netflix已上映電影與紀錄片 (2020年代)
Template:費德·阿瓦雷茲